# كاثرين يانسين
كاثرين يو يانسين (مواليد 1958) هي رئيسة قسم أبحاث وتطوير اللقاحات في شركة فايزر. قادت سابقاً تطوير لقاح فيروس الورم الحليمي البشري (جارداسيل) والإصدارات الأحدث من لقاح المكورات الرئوية المتقارن (بريفنار)، وتعمل مع شركة بيونيتك لتصنيع لقاح كوفيد 19 باستخدام تقنية الحمض النووي الرايبوزي الرسول، وهذا اللقاح الذي يطلق عليه لقاح فايزر تمت الموافقة عليه في الولايات المتحدة في الحادي عشر من ديسمبر للعام 2020.

## النشأة والتعليم
ولدت يانسين في إرفوت في ألمانيا الشرقية. كانت كثيرة المرض في صغرها وعانت من عدوى في الحلق. تلقت من والدها علاج طبي يتضمن المضادات الحيوية والكوديين، الأمر الذي ألهمها للدراسة في مجال الأدوية. هربت عائلتها إلى ألمانيا الغربية قبل بناء جدار برلين عام 1961، وأثناء عملية الهرب تظاهرت خالتها بأن يانسين هي طفلتها وأعطتها الحبوب المنومة حتى لا تستيقظ وتخبر الدورية بالحقيقة. استقرت عائلتها في مارل شمال الراين ووستفاليا. درست يانسين علم الأحياء في نهاية المطاف في جامعة ماربورغ، على أمل العمل في صناعة الأدوية. عندما كانت طالبة جامعية، وصل رودولف ثوير إلى الجامعة وأنشأ قسماً لعلم الأحياء الدقيقة. أكملت يانسين درجة الدكتوراة في جامعة ماربورغ حيث درست المسارات الكيميائية في البكتيريا. انتقلت يانسن إلى جامعة كورنيل كزميلة ما بعد الدكتوراة في مؤسسة ألكساندر فون همبولدت لعمل بحث عن وظيفة مستقبل الأستيل كولين مع جورج بول هيس. وركزت يانسين على سلوك الخميرة عند مستقبلات الخلايا العصبية متعددة الوحدات الفرعية.

## الأبحاث والوظيفة
كانت يانسين تحب تطوير الأدوية الجديدة، كما أرادت العودة إلى أوروبا، فانتقلت إلى جنيف للإنضمام لمعهد جلاكسو للبيولوجيا الجزيئية، وقامت بتشجيع علماء المناعة على إنشاء مستقبل جديد للغلوبيولين المناعي هـ. أكملت فترة التدريب في مختبر ديفيد بايشوب في جامعة أكسفورد، حيث درست التعبير عن خلايا الحشرات باستخدام الفايروسات العصوية.
في عام 1992، عادت يانسين إلى الولايات المتحدة وانضمت إلى قسم اللقاحات في شركة ميرك آند كو، وأصبحت مهتمة بصنع اللقاحات، وبدأت بالعمل على عدوى فيروس الورم الحليمي البشري. وكان ذلك بعد فترة وجيزة من بدء كل من العالمان يان فرازر وإيان تشو العمل على لقاح فيروس الورم الحليمي البشري، واقترحا أن بروتينات الجسيمات الشبيهة بالفيروس المصابة بفيروس الورم الحليمي البشري يمكن أن يتم تجميعها في شيء يمكن استخدامه كلقاح. واقترحت يانسين أن يتم تصنيع اللقاح في الخميرة، وهذه الطريقة كانت استخدمت في شركة ميرك آند كو لصنع لقاح التهاب الكبد ب. كانت هناك حاجة إلى ابتكارات مختلفة للتأكد من أن الخميرة لا تحلل الفيروس على هيئة جزيئات، وتمنع تراكمها. نجحت يانسن في إقناع إدوارد سكولنيك بأن اللقاح التجريبي يستحق المتابعة، وبدأت في إجراء الإختبارات. عملت يانسين مع لورا كوتسكي في جامعة واشنطن لإجراء دراسات المرحلة الثانية من التجارب السريرية. في عام 2002، ثبت أن التطعيم فعال بنسبة 100٪، وتركت يانسن شركة مارك آند كو وهي تعلم أن التطعيم سيكون ناجحًا.
انضمت يانسين إلى شركة فازجين في عام 2004، حيث تم تعيينها مشرفة المسؤولين العلميين. في عام 2006 تركت الشركة للانضمام إلى شركة وايث حيث كانت مسؤولة عن إكتشاف لقاح. طورت لقاح المكورات الرئوية المتقارن (بريفنار-13). وتم تعينها كأستاذ مساعد في جامعة بنسيلفانيا في عام 2010.
كانت يانسين قلقة من ارتفاع التردد في اللقاحات وخلال مؤتمر شركة فايزر عام 2019، قالت «لا أعرف ما الذي يدفع الفرد لتجاهل الحقائق العلمية. كعلماء، من واجبنا تصحيح المعلومات الخاطئة وتقديم الحقائق حول ما نعرفه وما لا نعرفه».
خلال جائحة كوفيد-19، أشرفت يانسين على تطوير لقاح فايزر كوفيد-19.نظرت إلى أربعة مرشحين محتملين، قبل الانضمام إلى بيونيتك لتحسين احتمالية تحديد اللقاح ذي الإمكانات الأعلى. لاختبار الفعالية، تعمل يانسين وفايزر بتوجيه من إدارة الغذاء والدواء وتمت الدراسة على 30000 مريض. في يوليو 2020، أعلنت عن نتائج إيجابية في تجاربهم السريرية، مما أدى إلى زيادة سعر سهم شركة فايزر.

## أبحاث مختارة
- Aubry, Jean-Pierre; Pochon, Sibylle; Graber, Pierre; Jansen, Kathrin U.; Bonnefoy, Jean-Yves (1992). "CD21 is a ligand for CD23 and regulates IgE production". Nature (بالإنجليزية). 358 (6386): 505–507. Bibcode:1992Natur.358..505A. DOI:10.1038/358505a0. ISSN:1476-4687. PMID:1386409. S2CID:4318355. Archived from the original on 2021-04-26.

- Jansen, Kathrin U.; Rosolowsky, Mark; Schultz, Loren D.; Markus, Henry Z.; Cook, James C.; Donnelly, John J.; Martinez, Douglas; Ellis, Ronald W.; Shaw, Alan R. (1 Jan 1995). "Vaccination with yeast-expressed cottontail rabbit papillomavirus (CRPV) virus-like particles protects rabbits from CRPV-induced papilloma formation". Vaccine (بالإنجليزية). 13 (16): 1509–1514. DOI:10.1016/0264-410X(95)00103-8. ISSN:0264-410X. PMID:8578834. Archived from the original on 2021-04-26.

- Koutsky، Laura A.؛ Ault، Kevin A.؛ Wheeler، Cosette M.؛ Brown، Darron R.؛ Barr، Eliav؛ Alvarez، Frances B.؛ Chiacchierini، Lisa M.؛ Jansen، Kathrin U. (21 نوفمبر 2002). "A Controlled Trial of a Human Papillomavirus Type 16 Vaccine". New England Journal of Medicine. ج. 347 ع. 21: 1645–1651. DOI:10.1056/NEJMoa020586. ISSN:0028-4793. PMID:12444178. مؤرشف من الأصل في 2023-01-04.